# Cantabri

Gebied waar de Cantabri actief waren.

De Cantabri waren een Keltisch volk (bestaande uit elf stammen) dat in het noorden van het Iberisch Schiereiland leefde, nabij het huidige Santander en Bilbao en de meer in het binnenland gelegen bergen. De streek en autonome regio Cantabrië is naar hen vernoemd.
De Cantabri waren een bergvolk dat bekendstond als "ontembaar". Lange tijd konden zij een strijd met het Romeinse Rijk uit de weg gaan, maar rond 150 voor Christus werden de Cantabri voor het eerst aangevallen. In zijn werk De Bello Gallico beschrijft Julius Caesar hoe Crassus een overwinning boekt tegen een leger van Cantabri en Aquitaniërs. De Cantabri werden echter pas onderworpen toen een leger onder leiding van Agrippa en de persoonlijk aanwezige Augustus een serie campagnes onder de naam Cantabrische Oorlogen (29-19 v.Chr.) uitvoerde. Door deze oorlogen stierf een groot deel van de Cantabri; de rest werd gestaag geromaniseerd.